# Necesse est multos timeat quem multi timent
La locuzione latina Necesse est multos timeat quem multi timent, tradotta letteralmente, significa È necessario che tema molti chi da molti è temuto (Decimo Laberio, 106 - 43 a.C.)
La frase, riportata da Macrobio e attribuita a Laberio, cavaliere romano ed autore di satire, si ritiene fosse diretta a Giulio Cesare, che in quel periodo stava assumendo a Roma poteri dittatoriali: "Porro, quirites, libertatem perdimus... Necesse est multos timeat quem multi timent" (Ormai, o quiriti, perdiamo la libertà! Però chi da molti è temuto deve per forza temere molti). Laberio visse abbastanza per vedere confermata, con l'uccisione di Cesare da parte dei congiurati (Idi di marzo 44 a.C.), la sua profezia.